# Staka Skenderova
Staka Skenderova, znana również jako Hadži Staka Skenderova, cyr. Стака Скендерова (ur. 1828 w Sarajewie, zm. 26 maja 1891 tamże) – serbska pisarka, nauczycielka i działaczka społeczna, pochodząca z Bośni.

## Życiorys
Pochodziła z rodziny serbskiej, która przeniosła się z Prijepolja do Sarajewa. Była córką Pero i Marii. Jej starszy brat służył w armii osmańskiej, a ona sama w domu uczyła się języka tureckiego. W 1858 za zgodą władz osmańskich otworzyła pierwszą w historii Sarajewa szkołę dla dziewcząt (trzyklasową), była też pierwszą kobietą w Bośni wykonującą zawód nauczyciela. Napisana przez nią Kronika Bośni 1825-1856 (Ljetopis Bosnie 1825-1856) trafiła do rąk konsula rosyjskiego w Sarajewie Aleksandra Hilferdinga, dzięki któremu ukazała się drukiem w ramach jego książki (Босния, Герцеговина и старая Сербия), wydanej w Petersburgu w 1859.
Pochodziła z bardzo pobożnej rodziny, była jedną z pierwszych kobiet w Bośni, które odbyły pielgrzymkę do Jerozolimy. Tam też w 1870 wstąpiła do zakonu prawosławnego i została mniszką.
Zmarła w 1891. W wyniku wypadku powozu, którym jechała doznała ciężkich obrażeń i zmarła kilka dni później. Została pochowana 28 maja 1891 w Sarajewie, na cmentarzu prawosławnym. Imię Skenderovej nosi jedna z ulic w jej rodzinnym mieście.